# Festival Internacional de Ballet de La Habana

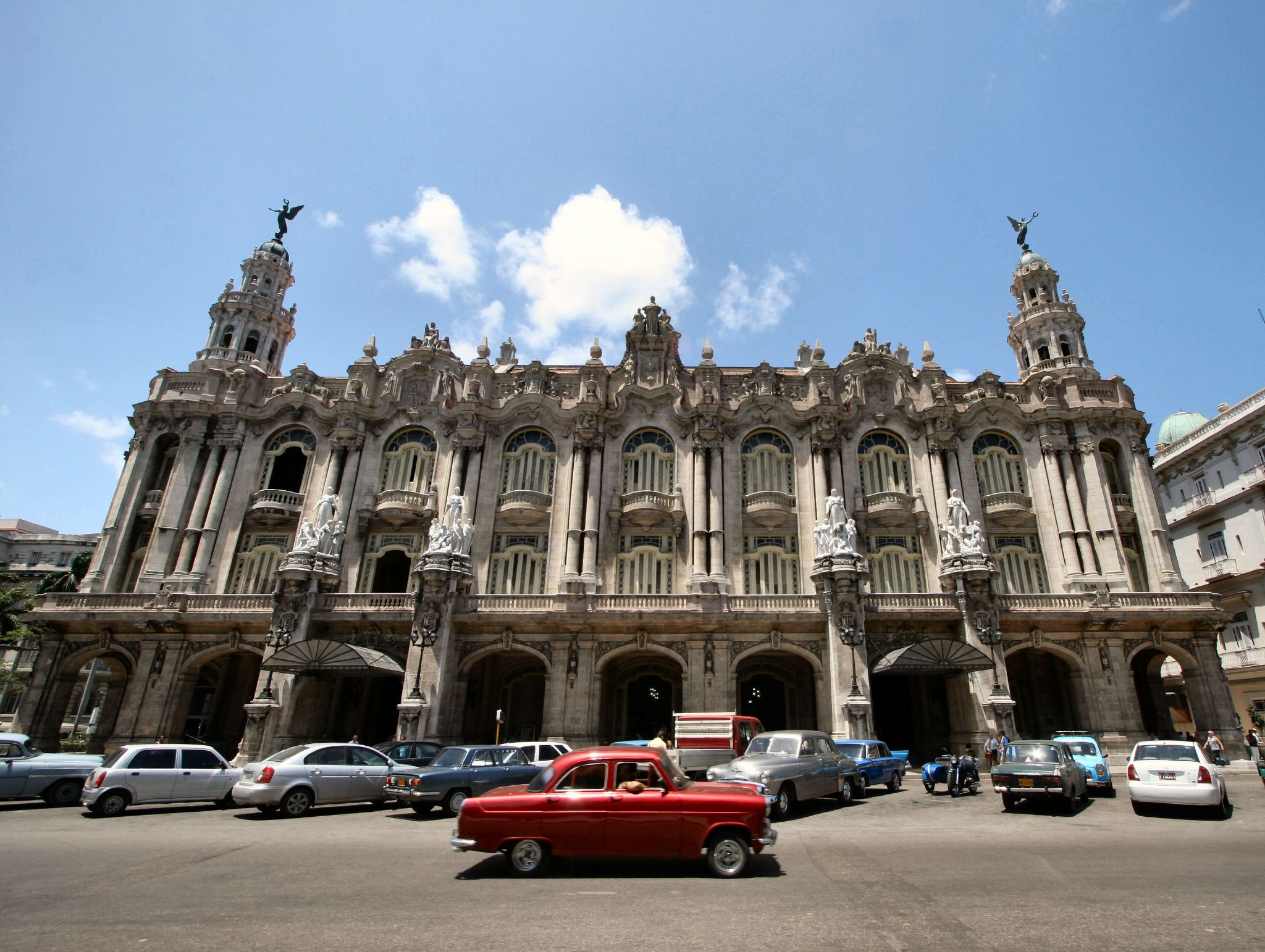
El Gran Teatro de La Habana, fue inaugurado oficialmente en 1838 en un edificio conocido como el Palacio del Centro Gallego. El edificio fue demolido en 1914. La construcción del edificio actual comenzó en 1908. Fue inaugurado en 1915. No fue hasta 1985 que el edificio pasó a llamarse Gran Teatro de La Habana. Es la sede permanente del Ballet Nacional de Cuba.

El Festival Internacional de Ballet de La Habana es un festival de ballet celebrado cada dos años en La Habana, Cuba. El festival se celebra en varios teatros de la ciudad, incluyendo el Gran Teatro de La Habana, el Teatro Mella, el Teatro Karl Marx y el Teatro Lázaro Peña. Creado en 1960 por un esfuerzo conjunto del Ballet Nacional de Cuba, el Instituto Nacional de la Industria Turística y de las organizaciones culturales del gobierno, el Festival Internacional de Ballet de La Habana fue agregado a los planes de difusión masiva de las artes que comenzaron después del triunfo de la Revolución cubana. Esto lo define como uno de los más antiguos de todas las celebrados en el mundo.

## XXII Edición 2010
El Festival Internacional de Ballet de La Habana XXII se celebró entre los días 28 de octubre y el 7 de noviembre del 2010. Este festival marcó su 50 aniversario de creado y coincidió con el año de Alicia Alonso, declarado por el Ministerio de Cultura de Cuba.
Participaron importantes figuras del ballet cubano entre cuales sobresalen el Ballet Real de Londres, el Ballet Nacional de Inglaterra, la Scala de Milán y el Ballet del Teatro Colón.
Durante este festival se presentaron los clásicos cubanos: "El lago de los cisnes", "Coppélia", "La bella durmiente del bosque", "Giselle" y la versión de Romeo y Julieta de Alicia Alonso, "Shakespeare y sus máscaras." Se estrenaron también "Espectral" de la coreógrafa cubana Maysabel Pintado y "Entomo," de los coreógrafos españoles Elías Aguirre y Álvaro Esteban, obras ganadoras del VII Certamen Iberoamericano de Coreografía.
A esta celebración se le unieron las Galas dedicadas a los centenarios de los natalicios de Galina Ulanova y de José Lezama Lima, y un Homenaje a Vladimir Vasiliev. 
Momentos culminantes del evento fueron los estrenos mundiales de las siguientes obras:
- "Muerte de Narciso" (Coreografía: Alicia Alonso. Música: Julián Orbón. Diseños: Ricardo Reymena)
- "El amor brujo" (Coreografía: Antonio Ríos «El Pipa». Música: Manuel de Falla. Diseños: Ricardo Reymena)
- "Le Papillon" (Coreografía: Peter Quanz. Música: Jacques Offenbach. Escenografía y vestuario: Salvador Fernández)
- "Envuelta en un cierto perfume" (título provisional) (Coreografía: Luc Bouy. Música: Dulce Pontes y Frédéric Chopin)
- "Habanera suite" de Ramón Oller.
- "Cuba de Fauno" (Coreografía: David Dawson. Música: Claude Debussy)
- "Samsara" (Coreografía: Víctor Ullate. Músicas étnicas de Egipto, Irán, India, Nepal, China y Japón. Vestuario: Anna Güell. Luces: Nicolás Fischtel)
- "Una rosa para Miss Emily" de Agnes De Mille (Inspirado en un cuento de William Faulkner. Música: Alan Hovhaness. Escenografía y Vestuario: Salvador Fernández)
- "Tres vírgenes y un diablo" de Agnes De Mille (Música: Ottorino Respiggi. Escenografía y Vestuario: Ricardo Reymena).[1]

## XXIII Edición 2012
El Festival se desarrolló entre los días 28 de octubre y el 6 de noviembre del 2012, presidido por la ballerina cubana Alicia Alonso. Tuvo como tema general "La Tradición y los nuevos caminos."
Su programación incluyó "El lago de los cisnes", "Coppélia", "La bella durmiente del bosque", "Giselle". También se incluyeron obras de Alicia Alonso como "Shakespeare y sus máscaras", una peculiar versión de Romeo y Julieta, con música de Charles Gounod. También se estrenan piezas coreográficas creadas especialmente para este evento y se dio a conocer la obra ganadora del VIII Certamen Iberoamericano de Coreografía «Alicia Alonso».
Sus sedes principales fueron El Gran Teatro de La Habana, el Teatro Nacional, el Teatro Mella y el Teatro Karl Marx. La programación de este evento incluyó dos galas dedicadas a los centenarios de los natalicios de Igor Youskevitch, uno de los grandes bailarines del siglo XX, y al poeta y dramaturgo cubano Virgilio Piñera.

## Países participantes
- América (19)

Argentina, Brasil, Canadá, Colombia, Costa Rica, Chile, Ecuador, Estados Unidos, Guatemala, Guayana francesa, Martinica, México, Nicaragua, Panama, Perú, Puerto Rico, República Dominicana, Uruguay, Venezuela.
- Europa (26)

Austria, Bélgica, Bulgaria, ex-Checoslovaquia, Chipre, Dinamarca, España, Rusia, Finlandia, Francia, Reino Unido, Grecia, Holanda, Hungría, Italia, Letonia, Noruega, Polonia, Portugal, ex-RDA , ex-RFA, Rumania, Suecia, Suiza,ex-Unión Soviética y Yugoslavia.
- Asia (6)

Filipinas, Japón, Vietnam, China, Israel y Kazajastán
- África (4)

Angola, Argelia, Egipto, Guinea.
- Oceanía (1)

Australia.
Total: 56 países

## Premieres
Premieres mundiales: 198
Premieres en Cuba: 579
Total: 777 premieres